# Mark Patterson
Mark Patterson es un deportista británico que compitió en vela en la clase Laser. Ganó una medalla de bronce en el Campeonato Europeo de Laser de 1987.

## Palmarés internacional
| \| Campeonato Europeo \| Campeonato Europeo \| Campeonato Europeo \| Campeonato Europeo \| \| Año \| Lugar \| Medalla \| Clase \| \| ------------------ \| ----------------------- \| ------------------ \| ------------------ \| \| 1987 \| Lido di Classe (Italia) \| Medalla de bronce \| Laser \| |                         |                   |       |
| Campeonato Europeo |                         |                   |       |
| Año | Lugar                   | Medalla           | Clase |
| 1987 | Lido di Classe (Italia) | Medalla de bronce | Laser |